# Triolet (dichtvorm)
Een triolet is een achtregelig refreindicht, behorende tot de rondeelfamilie. Het ontstond in het Frankrijk van de 13e eeuw bij de troubadour Adenès Le Roi. Pas later werd deze dichtvorm ook buiten Frankrijk bekend. In Nederland heeft het triolet - vermoedelijk door de betrekkelijk hoge moeilijkheidsgraad - nooit veel beoefenaars gekend, hoewel er in het werk van Michael Deak, Drs. P, Kees Torn en Frank van Pamelen uitstekende voorbeelden terug te vinden zijn.
Het triolet heeft geen voorgeschreven metrum, maar wel een strak schema. De eerste regel is ook de vierde en de zevende regel, terwijl de tweede regel ook de laatste regel vormt. Ook de andere drie regels moeten rijmen, hetgeen het volgende rijmschema tot gevolg heeft: ABaAabAB. Een opbouw waarbij de terugkerende regels opeens een andere betekenis krijgen strekt tot aanbeveling, waarbij het wel is toegestaan om de interpunctie van de regels te veranderen.